# 崔弁
崔 弁（崔辯、さい べん、424年 - 485年）は、北魏の官僚・学者。字は神通。本貫は博陵郡安平県。崔挺・崔振の従兄。

## 経歴
崔経（崔琨の子）の子として生まれた。経書や史書を渉猟して学び、その行儀作法は端正であった。献文帝に召されて中書博士に任じられた。後に散騎侍郎・平遠将軍・武邑郡太守に転じた。政務のかたわらに学問を推奨することにつとめた。485年（太和9年）、平城で死去した。享年は62。安南将軍・定州刺史の位を追贈された。諡は恭といった。

## 子女
- 崔賓媛（李叔胤（李璨の子）の妻）
- 崔逸（長子、もとの名は景雋、中書博士、侍御史主文中散、員外散騎侍郎、国子博士、通直散騎常侍・廷尉少卿）
- 崔模
- 崔楷
- 崔蘭賓（盧洪（盧柔の祖父）の妻）
- 崔叔蘭（邢巒の妻）
- 崔芷蘭（李憑（李霊の子の李恢の子）の妻）

## 伝記資料
- 『魏書』巻56 列伝第44
- 『北史』巻32 列伝第20
- 魏故南趙郡太守李府君夫人崔氏墓誌銘（崔賓媛墓誌）